# Phénome
L’ensemble des phénotypes observés chez un organisme vivant donné forme le phénome, étudié par la phénomique (en).